# 大腳怪
大腳怪（Bigfoot、Sasquatch），又称大腳或北美野人，是北美洲民間傳說中描述的一種神秘生物，據稱棲息在偏遠的叢林中，範圍主要是在美國太平洋西北地區與加拿大不列颠哥伦比亚等地區。大腳怪有時被描述成是一種體型巨大，毛茸茸的猿。有些人認為這種生物（或牠們的近親）在世界各地都有出現的蹤跡，例如喜馬拉雅山的雪人、中國神農架的野人。

## 目击
- 1967年，羅傑·帕特森和同伴鮑伯·吉姆林于在加利福尼亞州山谷目擊到大腳怪，並拍下一段長約一分鐘的「派特森–吉姆林影片」。
- 2010年，一名目擊者於美國東北部的緬因州一片樹林中目擊到大腳怪並進行了錄像。
- 2010年6月，大腳怪專家米奇•特溫（Mitch Waite）於美國亞利桑那州莫戈隆叢林中發現疑似為大腳怪巢穴的“建築物”。
- 2011年，目擊者托馬斯·拜耶斯於美國卡羅萊納州盧瑟福郡農村地區發現一隻高7英尺(約合2.13米)、重300磅(約合136公斤)、橫穿馬路的大腳怪並進行了錄像。
- 2012年，美國佛蒙特州居民法蘭克於後院監視器中發現了一個大腳怪，但佛蒙特州「魚類及野生動物局」(The Vermont Department of Fish and Wildlife)官員認為那可能只是隻貓頭鷹。
- 2013年3月29日，兩名孩童於美國馬薩諸塞州帕瑟隆路附近的樹林中發現了一具腐爛的趾骨，後根據法醫處的檢查，這並非是人類遺骸，而根據當地居民的猜測，這有可能是大腳怪或熊的骨骼。
- 2013年，有目擊者在加拿大不列顛哥倫比亞省地區目擊並拍攝到一段大腳怪影像。
- 2013年，57歲的伐木工史東曼（John Stoneman）在美國賓州布拉德福德（Bradford）金祖阿州立公園（Kinzua State Park）的主要道路附近目擊到一隻大約7英尺高（約210公分）的人形生物。
- 2013年9月，目擊者大衛奇爾德斯(David Childers)於美國密西西比州目擊一棕灰色大腳怪。
- 2012年11月，目擊者比爾德•卡特(Beard Card)於美國猶他州普羅佛峽谷目擊到一隻大腳怪。
- 2014年8月12日，目擊者佩頓拉斯特(Peyton Lassiter)於美國密西西比州一個運動場發現一個腳印和一些神秘的灰色毛髮。據稱，腳印長9英寸(約合22.9厘米)，腳趾處寬6英寸(約合15.2厘米)。[2]
- 2014年，40歲男子蘭迪·奧尼爾（Randy O'Neal）宣稱於美國弗吉尼亞州岸際水道(Intercoastal Waterway)目擊到一隻大腳怪，並稱25年前其與父親曾在同一地點遭遇類似生物。
- 2014年12月26日，66歲的退休電器工約翰․羅德里格茲(John Rodriguez)於佛羅里達州坦帕市東北部的希爾斯伯勒河(Hillsborough River)目擊到大腳怪並拍攝到了一張超清晰的大腳怪照片。
- 2015年，美國北卡羅萊納州目擊者沃爾特斯（Eric Walters）與愛犬齊皮（Zippy）外出散步時目擊一大腳怪從草叢跑過。
- 2015年8月，目擊者卡洛琳·湯姆斯（Caroline Toms）於英國南部蘇塞克斯丘陵（Sussex Downs）遛狗時近距離遭遇了大腳怪並拍下了照片。
- 2015年，據《鏡報》報導，目擊者拉塞爾•斯特拉克(Russell Strark)於美國布魯克林展望公園發現一大腳怪，後該名目擊者將視頻上傳至YouTube，根據視頻顯示，這是一個大型的多毛人型生物，其在遠處的樹林中穿梭。
- 2015年，一名目擊者於美國黃石國家公園拍攝到4隻大腳怪。[3]
- 2015年，一名12歲的男孩於美國緬因州特納鎮一片樹林目擊到大腳怪，後“怪獸獵人”布羅克(Bill Brock)前往實地考察，但在調查後，其質疑大腳怪的腳印太完美，事件仍存疑。[4]
- 2016年，美國愛達荷州霍金斯水庫（Hawkins Reservoir）附近一架無人機拍攝到了疑似大腳怪的身影。但大腳怪研究專家梅爾德倫（Dr. Jeff Meldrum）卻認為大腳怪很少出現在白天，且他質疑拍攝者當時是如何透過狹小的熒屏看到這個大腳怪的。
- 2016年，40岁的目击者傑森帕森斯（Jason Parsons）声称于英国威尔斯加的夫北部卡菲利山附近的树林一只野人并拍下来影像。
- 2016年，目擊者Bahinko用翻拍到了一段美國懷俄明州黃石國家公園老忠實間歇泉（Old Faithful Geyser）6隻大腳怪出沒的影像。[5]

2017年，49歲女子馬克西·卡菲爾德（Maxine Caulfield）聲稱於英國北愛爾蘭安特里姆郡一處森林溜狗時遭遇大腳怪並拍到一張照片。

## 调查
2012年11月30日，美国DNA诊断公司（DNA Diagnostics）發布新闻稿，指經一组科学家为期5年，對聲稱是傳聞中的大腳怪皮毛進行DNA测序进行研究，结果证实传说中的大脚怪是人类的近亲，在大约1.5万年前出现。此项研究由德克萨斯州納科多奇斯縣 的兽医及遺傳學研究者梅尔巴·科特彻姆（Melba Ketchum）透過對111份包括有血液、組織、毛髮及其他類型的採樣进行。她指出一种未知的人族动物曾与现代人中的女性交配，所以在DNA樣本中發現有現代智人的DNA及一種未知的靈長類的DNA。他們交配的結果，孕育出一種毛发浓密的人族混血，也就是所说的大脚怪。2013年4月2日，根據一家專門分析政治動向的美國機構 — 公共政策民調基金會所做的調查顯示，有14%的美國民眾投票相信大腳怪是真實存在的

## 大眾文化
- 獵獸神兵中第二十六號部隊「擬神兵部隊」的隊員維克，擬神兵型態為海象與雪怪之混合體的「長毛巨人 薩斯格茲/薩斯科奇」。

## 外部連結
- Alliance of Independent Bigfoot Researchers (AIBR)（页面存档备份，存于）
- Bigfoot Field Researchers Organization（页面存档备份，存于）